# Carnivore (groupe)
Pour les articles homonymes, voir Carnivore.
Carnivore est un groupe de thrash metal américain, originaire de Brooklyn, New York. Le groupe est formé en 1982 par Peter Steele (connu pour son groupe ultérieur Type O Negative) sur les cendres du groupe de hard rock Fallout.

## Biographie
Carnivore fait paraître son premier album homonyme Carnivore en janvier 1986, qui est enregistré en juillet 1985. En septembre 1987, ils font paraître leur second album, Retaliation. Peu après cette sortie, le groupe se sépare et Peter Steele forme un nouveau groupe appelé Subzero, qui sera par la suite renommé Type O Negative. Selon les notes du livret de leur second album, le premier album de Type O Negative, Slow Deep and Hard se compose d'anciennes chansons déjà composées par Carnivore. Carnivore crée une certaine polémique chez son timide public avec des titres comme Jesus Hitler et Angry Neurotic Catholics.
Malgré sa séparation pendant quelques années, le groupe se reforme à de multiples occasions, en particulier au milieu des années 1990 avec les membres de Retaliation, lors d'une apparition au Milwaukee Metalfest de 1996, en plus de quelques concerts en 2006 et 2007. Le nouveau line-up joue au Wacken Open Air de 2006. Peter Steele meurt le 14 avril 2010, mettant ainsi fin au groupe.
En août 2017, le retour du groupe est officiellement annoncé sous le nom de Carnivore A.D.,

## Style musical
Le premier album de Carnivore est largement inspiré de la scène metal de New York. Il s'inspire également de Black Sabbath et de Judas Priest à ses débuts, tandis que le second s'inspire significativement du crossover et de Slayer.

## Membres

### Membres actuels
Mis à jour au 29 janvier 2021
- Baron Misuraca – chant, guitare basse (depuis 2017)
- Marc Piovanetti – guitare (1987, depuis 2017)
- Louie Beato − batterie (1982–1987, depuis 2017)
- Joe Branciforte – batterie (depuis 2017)

### Anciens membres
- Keith Alexander - guitare (1982–1986)
- Stan Pillis − guitare (1982–1983)
- Peter Steele − chant, guitare basse (1982–1987, 2006–2010)
- Paul Bento - guitare (2006–2010)
- Steve Tobin - batterie (2006–2010)
- Joey Z. - guitare (2006–2010)

## Discographie
- 1986 : Carnivore
- 1987 : Retaliation